# Europäische Olympische Sommer-Jugendtage 1991
Die Europäischen Olympischen Sommer-Jugendtage 1991 (European Youth Olympic Days 1991), fanden vom 12. bis 21. Juli 1991 in Brüssel (Belgien) statt. Es war die erste Sommer-Auflage des Europäischen Olympischen Jugendfestivals, einer alle zwei Jahre stattfindenden Multisportveranstaltung für junge Sportler aus Europa. 2084 Sportler zwischen 13 und 18 Jahren aus 33 Ländern nahmen daran teil. Die Entscheidung für die Austragung in Brüssel fiel bei einer Entscheidung des Europäischen Olympischen Komitees 1989, nachdem sich das BOIK Anfang 1989 für die Ausrichtung von Olympischen Jugendwettbewerben beworben hatte, deren Idee bereits ab 1985 verfolgt wurde. Anfangs war geplant nur Athleten der 12 Staaten der Europäischen Gemeinschaft zu den Wettbewerben einzuladen. Das EOK entschied jedoch Athleten aus allen Europäischen Staaten einzuladen.

## Sportarten
Es wurden 70 Wettbewerbe in 7 Sportarten ausgetragen:
| - Fußball - Judo - Leichtathletik - Radsport | - Schwimmen - Tennis - Volleyball |

## Medaillenspiegel
| Platz | Mannschaft             | Gold | Silber | Bronze | Gesamt |
| ----- | ---------------------- | ---- | ------ | ------ | ------ |
| 1     | Frankreich             | 13   | 8      | 10     | 31     |
| 2     | Russland               | 12   | 5      | 7      | 24     |
| 3     | Vereinigtes Königreich | 10   | 9      | 10     | 29     |
| 4     | Italien                | 8    | 6      | 8      | 22     |
| 5     | Niederlande            | 5    | 2      | 4      | 11     |
| 6     | Rumänien               | 4    | 6      | 5      | 15     |
| 7     | Polen                  | 4    | 5      | 2      | 11     |
| 8     | Spanien                | 3    | 8      | 10     | 21     |
| 9     | Schweden               | 3    | 4      | 2      | 9      |
| 10    | Tschechien             | 2    | 2      | –      | 4      |
| 11    | Türkei                 | 3    | 6      | 1      | 10     |
| 12    | Belgien                | 1    | 3      | 10     | 14     |
| 13    | Deutschland            | 1    | 2      | 1      | 4      |
| 14    | Portugal               | 1    | 1      | 3      | 5      |
| 15    | Finnland               | 1    | 0      | 1      | 2      |
| 16    | Bulgarien              | –    | 3      | 3      | 6      |
| 17    | Irland                 | –    | 3      | 2      | 5      |
| 18    | Österreich             | –    | 1      | 2      | 3      |
| 18    | Griechenland           | –    | 1      | 2      | 3      |
| 20    | Zypern                 | –    | 1      | –      | 1      |
| 21    | Albanien               | –    | –      | 1      | 1      |
| 21    | Jugoslawien            | –    | –      | 1      | 1      |
| 21    | Schweiz                | –    | –      | 1      | 1      |